# غريغ بلو
غريغ بلو (بالإنجليزية: Greg Blue)‏ هو لاعب كرة قدم أمريكية أمريكي، ولد في 12 مارس 1982 في أتلانتا في الولايات المتحدة.

## وصلات خارجية
- غريغ بلو على موقع مرجع كرة القدم المحترفة.كوم (الإنجليزية)